# Can Prat (Riells del Fai)
|  | Per a altres significats, vegeu «Can Prat». |

Can Prat és una masia del poble de Riells del Fai, en el terme municipal de Bigues i Riells, al Vallès Oriental.
Està situada al sud del poble, en un petit veïnat que forma al voltant de la carretera BV-1483, la que condueix al poble de Riells del Fai, en el seu primer tram, juntament amb Can Castanyer, Can Boneto i Can Mas. Can Prat és una de les dues que queden a llevant de la carretera.